# Stigmatochromis pholidophorus
Stigmatochromis pholidophorus és una espècie de peix pertanyent a la família dels cíclids i a l'ordre dels perciformes.

## Descripció
El seu cos, de forma cònica i relativament allargat, fa 10,8 cm de llargària màxima. Contorn ventral pla. Llavis relativament gruixuts. Mostra la dentició robusta típica del gènere Stigmatochromis.

## Reproducció
Pels volts d'abril, els mascles reproductors s'apleguen a una fondària d'uns 20 m per iniciar el procés reproductiu.

## Alimentació
És un depredador que es nodreix d'invertebrats bentònics i peixets en moviment que troba a les superfícies sorrenques. El seu nivell tròfic és de 3,5.

## Hàbitat i distribució geogràfica
És un peix d'aigua dolça, demersal (al voltant dels 7 m de fondària) i de clima tropical (24 °C-26 °C; 9°S-15°S), el qual viu a Àfrica: és un endemisme de les àrees sorrenques de l'hàbitat intermedi (compost per roques i sorra) del llac Malawi (especialment, de la costa oriental) a Malawi i Moçambic.

## Observacions
És inofensiu per als humans, el seu índex de vulnerabilitat és baix (10 de 100) i és exportat amb destinació al comerç internacional de peixos ornamentals.